# Wilhelm Ripl
Wilhelm Ripl (* 7. Dezember 1937 in Ybbsitz; † 10. März 2022 in Haag) war ein österreichischer Landschaftsökologe und Limnologe (Süßwasserökologe) sowie Professor der Technischen Universität Berlin.

## Leben
Ripl studierte von 1956 bis 1962 Technische Chemie in Wien und arbeitete von 1960 bis 1965 für das Bundesministerium für Unterricht in Wien. Von 1968 bis 1979 studierte und arbeitete er am Institut für Limnologie der Universität Lund, wo er promovierte und sich anschließend habilitierte. Von 1979 bis 2003 war er Leiter des Fachgebietes Limnologie am Institut für Ökologie an der Technischen Universität Berlin.
Ripl war Leiter des Systeminstituts Aquaterra e. V. Er untersuchte die Wasserkreisläufe der Erde. Im Zentrum seiner Theorie stehen zukunftsfähige Verfahrensweisen der Kreislaufwirtschaft und der ökologischen Bodennutzung nach den Bedürfnissen der Natur, insbesondere der alternativen Bewirtschaftung des Bodens und der Gewässer streng nach ökologisch notwendigen Bedingungen. Er vertrat einen systemischen Ansatz in der Ökologie, in dem nicht der einzelne Organismus(typ) und seine Ansprüche, sondern die Prozesse des ökologischen Systems in den Vordergrund gestellt werden.

„Um die Landschaft großflächig zu sanieren, und damit automatisch das zunehmend außer Kontrolle geratende Klima wieder zu stabilisieren, muss die Gesellschaft umdenken, die Funktionsweise des gesamten Systems muss verstanden werden.“

Nach Ripls Auffassung ist es ein Mangel der gängigen Klimamodelle, dass in ihnen nur die Atmosphäre und nicht die Oberfläche der Erde und ihr mit Abstand wichtigstes Kühlsystem, das Wasser und der Wasserkreislauf, berücksichtigt werde. Er forderte bereits in den 1980er Jahren die Einführung einer Energiesteuer auf nicht erneuerbare Energieträger und die Einführung des Verursacherprinzips für Schwertransporte. Hiermit solle eine lokal orientierte Kreislaufwirtschaft erzielt werden, indem die Subsistenzfunktionen unter besonderer Berücksichtigung regenerativer Energieträger regionalisiert werden. Land- und Forstwirtschaft sollte dabei nicht in flächendeckender Monokultur betrieben werden, sondern nur in ökologischen Mischkulturen mit hohen Baumbestandanteilen, um weitere Bodenerosion sowie insbesondere lokale Austrocknung und Überhitzung zu vermeiden und so die Kühlfunktion der landwirtschaftlich genutzten Flächen nicht zu beeinträchtigen. Ferner fordert er konsequente städtebauliche Sanierungsmaßnahmen, um überhitzte urbane Flächen erheblich abzukühlen. Maßnahmen zur Wasserrückhaltung und Vegetationsstrukturen zur Wasserverdunstung im städtischen wie ländlichen Raum sollen lokalen Turbulenzen und daraus resultierenden, heftigen Unwettern und Überschwemmungen entgegenwirken.
Durch die extremen Trockenperioden und katastrophalen Hochwasserereignisse der letzten Jahre wird seine Theorie als Erklärungsmuster in der Diskussion um den Klimawandel und den daraus resultierenden Handlungsschritten wieder überaus aktuell.

## Schriften
- Wilhelm Ripl: Water: the bloodstream of the biosphere. In: Phil. Trans. R. Soc. Lond. B. 358. Jahrgang, 2003, S. 1921–1934, doi:10.1098/rstb.2003.1378 (englisch, royalsocietypublishing.org).
- Wilhelm Ripl, Hermann Scheer, (2007): Memorandum zum Klimawandel. Notwendige gesellschaftliche Reformen zur Stabilisierung des Klimas und zur Lösung der Energiefragen. Systeminstitut Aqua Terra (SAT) e.V., Berlin. Manuskript, 15. November 2007, 32 pp.